# Samuel Candler Dobbs
Samuel Candler Dobbs (8 de novembro de 1868 — 31 de outubro de 1950) foi presidente (1919-1920) e chairman da The Coca-Cola Company, de 1919 a 1922.

## Infância e educação
Dobbs nasceu em 1868 na Geórgia. Ele era filho de Harris Henry Dobbs, e primo de Asa Griggs Candler, fundador da The Coca-Cola Company.

## Carreira
Dobbs começou sua carreira como vendedor da Coca-Cola em Atlanta, durante a qual persuadiu Joe Biedenharn, da Biedenharn Candy Company, a montar uma dispensadora de Coca-Cola nesta loja e pedir a bebida regularmente, aumentando assim as vendas e o reconhecimento do nome Coca-Cola. Dobbs mais tarde se tornou o gerente de vendas e presidente da empresa.
Em 1909, Dobbs tornou-se presidente dos Associated Advertising Clubs of America, agora American Advertising Federation (AAF), e começou a fazer palestras sobre o assunto.

## Filantropia e legado
Em janeiro de 1939, Dobbs fez uma doação irrestrita de um milhão de dólares para a Universidade Emory. Várias cadeiras dotadas são nomeadas em sua homenagem.